# Iglesia de San Gabriel Arcángel (Zaraza)
La iglesia de San Gabriel Arcángel  es una catedral de estilo barroco moderno ubicada en la ciudad de Zaraza , Venezuela. Es una hermosa muestra de lo que son las catedrales en Venezuela, la cual ha tenido diversas transformaciones a través de los tiempos.

## Historia
La iglesia San Gabriel Arcángel se remonta a principios del siglo XIX, es la iglesia principal de la ciudad, es una de las pocas ciudades que tienen su iglesia principal desde sus orígenes en el estado denotándose como catedral. Es necesario indicar que el 28 de marzo de 1829, trece años después de ser destruido el pueblo durante las guerras independentistas, llegó el Doctor José Antonio Vicente Polacre Burgos (nativo del Estado Cojedes, donde había ejercido como párroco hasta agosto de 1825, cuando presentó su renuncia para contraer matrimonio con Catalina Pérez, en ese entonces se separa de la Iglesia y con su dispensa continuó fiel y cercano a la misma. 
Después del 7 de enero de 1829 cuando murió Catalina en el parto de su segundo hijo (Federico) Polacre Solicitó su reincorporación a la Iglesia. Es entonces cuando asume como diácono en Chaguaramal. Este ilustre personaje es pariente de los Generales Monagas Burgos de Aragua de Barcelona, pues su madre Concepción Burgos y Ruíz d'Villasana; era tía de los Generales José Gregorio y José (Judas) Tadeo Monagas Burgos y su padre era el vasco Don Juan Bautista Polacke Ascanio. Como el Doctor Polacre era especialista en edificaciones Religiosas con estudios de Teología fue encomendado por el propio presidente de la Gran Colombia Don Simón Bolívar (con quien tenía gran amistad) para iniciar la reconstrucción del templo principal en el pueblo; el cual había sido quemado en la confrontación Realista-Patriótica del año 1816; así se estaría honrrando un compromiso contraído con las Familias de la población, e igualmente fue encomendado el Dr. Polacre para recomponer la memoria histórica de la Población, en virtud de que todos los registros se habían deteriorado en el resguardo del anterior Cura. Polacre previo a su Doctorado en Teología, era Br. en Filosofía y Medicina, convirtiéndose así en el gestor del renacimiento de la actual Zaraza pero también ejerció la medicina en esta Localidad. 
En 1835 cuando tuvo lugar la visita pastoral de monseñor doctor Ramón Ignacio Méndez de la Barta, dignísimo Arzobispo de la Provincia de Caracas, ya la procesión del Cristo en la Calle era una costumbre iniciado por este Sacerdote, la iglesia todavía estaba a medio hacer, debido a la lentitud de la continuidad en estos años posteriores a la muerte del Presidente Bolívar, posterior a la culminación su obra (1839), Polacre renuncia el 20 de julio de 1844, refugiándose en el Fundo Laguna Alta adquirido por su hijo.